# Faculté des arts et des sciences de l'Université de Montréal
 (juin 2023).
Si vous disposez d'ouvrages ou d'articles de référence ou si vous connaissez des sites web de qualité traitant du thème abordé ici, merci de compléter l'article en donnant les références utiles à sa vérifiabilité et en les liant à la section « Notes et références ».
Pour les articles homonymes, voir FAS.
Pour un article plus général, voir Université de Montréal.
La Faculté des arts et des sciences est la plus grande des 13 facultés de l'Université de Montréal quant au nombre d'étudiants et de professeurs. Ses départements et centres d'études sont divisés en trois secteurs.
L'actuel doyen, depuis juin 2017, est Frédéric Bouchard.

## Historique
La Faculté des arts et des sciences a été créée en 1972, par la fusion des cinq facultés, soit celles des arts, des lettres, de philosophie, des sciences et des sciences sociales, dans le but de développer des programmes d'enseignement et de recherche multidisciplinaires. Avec ses 26 départements, elle couvre ainsi une gamme très étendue de champs d'études et de disciplines.

## Départements et écoles
Par thème :
Lettres et sciences humaines
- Études anglaises
- Littératures de langue française
- Histoire
- Histoire de l'art et études cinématographiques
- Linguistique et traduction
- Littérature et langues modernes
- Littérature comparée
- Philosophie

Sciences sociales et Psychologie
- Anthropologie
- École de bibliothéconomie et des sciences de l'information
- Communication
- Criminologie
- Démographie
- Psychoéducation
- Psychologie
- Relations industrielles
- Science politique
- Sciences économiques
- Travail social
- Sociologie

Sciences
- Chimie
- Biochimie
- Géographie
- Informatique et de recherche opérationnelle
- Physique
- Mathématiques et statistiques
- Sciences biologiques
- Direction de l'enseignement et Service en Informatique

## Statistiques
- 151 programmes d'étude
- 26 départements et écoles
- 35 centres et groupes de recherche
- 1 000 chargés de cours
- 110 millions de dollars de fonds de recherche
- 630 professeurs
- 11 900 étudiants de premier cycle
- 3 600 étudiants de maîtrise et de doctorat